# Erwin Kessler
Erwin Kessler (în publicațiile românești, de asemenea sub forma Ervin Kesler; n. 3 ianuarie 1967) este un istoric de artă și filosof român. Din 1990, este cercetător știință la Institutul de Filosofie și Psihologie „C. Rădulescu Motru”, aflat în subordinea Academiei Române. Din 2018, este directorul MARe/Muzeul de Artă Recentă București.
Studii
- 1989, MA în Filozofie, Universitatea București.
- 1994, MA în Istoria și Teoria Artei, Academia de Artă din București.
- 1992, Programul Postuniversitar de Istoria Artei și Arhitecturii, Universitatea Central Europeană, Praga.
- 1994-1995, studii la École Doctorale din București.
- 1995-1998, studii doctorale la École des Hautes Études en Sciences Sociales, Paris.
- 1996, DEA în Antropologie Istorică, EHESS Paris.
- 1998-2000, Program Postuniversitar de Teoria Artei la Jan van Eyck Akademie, Maastricht.

## Burse
- 1992, bursă postuniversitară, CEU Praga.
- 1993-1994, bursă de cercetare în Istoria Artei, CEU Praga.
- 1994-1998, bursă doctorală franceză AUPELF-UREF.
- 1997-2000, bursă de cercetare RELINK a Colegiului Noua Europa, București.
- 1998-1999, bursă postuniversitară a Academiei Jan van Eyck, Maastricht.
- 1999-2000, bursă postuniversitară Huygens a guvernului olandez.

## Specializare
- Filozofie (Estetică și Fenomenologie), Istoria Artei (pictura olandeză timpurie, arta modernă și contemporană), Critică de artă (arta contemporană românească), Eseistică (antropologia imaginarului).

## Experiența
- din 1990, cercetător științific la Institutul de Filozofie al Academiei Române.
- din 1994, critic de artă pentru diverse publicații românești: Arta, 22, Dilema, Artelier, Arc, Euphorion, Secolul XX, România liberă etc. O selecție din aceste texte este publicată în volumul ceARTa.
- din 1995, organizator de expoziții de artă contemporană românească, în țară și în străinătate (în perioada ianuarie 1995-ianuarie 1996, în calitate de coordonator al Atelierului '35 al UAP).
- din 1995, redactor la revistele ARC, The Golden Bough și Plural, editate de Institutul Cultural Român.

## Premii
- 1995, Premiul Nemira pentru Eseu (pentru manuscrisul volumului ceARTa).

## Participări la congrese
- 1993, Viena, participant la cel de-al cincilea Congres al Asociației Europene a tinerilor istorici de artă.

## Conferințe de estetică și istoria artei susținute
- 2005: Muzeul de Istorie și Artă Orientală din Stockholm, Suedia, Academia de Artă din Cluj.
- 2006: Muzeul Dada din Ein Hod, Israel, Facultatea de Artă a Universității din Haifa, Israel.

## Conferințe de artă contemporană
- Arte Marțiale, serie de întâlniri pe teme de artă contemporană moderate de Erwin Kessler, Institutul Cultural Român din București

În decurs de 2 ani, Conferințele „Artelor Marțiale”, au avut invitați de marcă ai artelor plastice românești contemporane: Ion Grigorescu,     Marian Zidaru, Victoria Zidaru, Teodor Graur, Gili Mocanu, Dumitru Gorzo, Alexandru Rădvan, Vlad Nancă, Nicolae Comănescu, etc.

## Publicații
- carte de autor; 1997, ceARTa, Nemira, București, 331 p.
- 2001, Ymago Sophystica. Around the Marriage at Cana by Hieronymus Bosch, some furniture, vessels and guests, Jan van Eyck Academy Publishers, Maastricht.
- volume colective: 1996, Ex Oriente Lux, CSAC București. 1997, Flore et Jardins au Moyen Age, Editions Leopard d'or, Paris. 1999, Ars Una. 20th Century Romanian Art and Architecture. Editura Fundației Culturale Române (seria Plural), 1999, Honour, Taylor and Francis Publishers, Londra. 2003, Studii de istoria filosofiei universale, vol 11, București, Editura Academiei Române.
- studii și articole de filozofie și estetică publicate în România, în Revista de filozofie și Revue Roumaine de Philosophie.
- cataloage de artist publicate de SCCA și de Muzeul Național de Artă (în română, maghiară, engleză și franceză) pentru Alexandru Antik, Ion Bitzan, Marian Zidaru, Ion și Ariana Nicodim, Mircea Roman etc.
- articole de critică de artă publicate în străinătate, în Les Ateliers de Interpretes no. 5, Viena 1993, în Third Text, Londra, Kala Press, 1995, și în Issues in contemporary culture and aesthetics no. 10-11, Maastricht, Jan van Eyck Academy 2000.

## Catalog de expoziție
- Ad hoc, Arta Românească Actuală, Muzeul Ludwig de Artă Contemporană, Budapesta 1997 (în engleză și maghiară), Zeitsprung, Muzeul de artă din Gelsenkirchen, Germania, 2002, Portretul, Palatul Mogoșoaia, 2005, Neted, Palatul Mogoșoaia 2006